# Letanovský mlyn

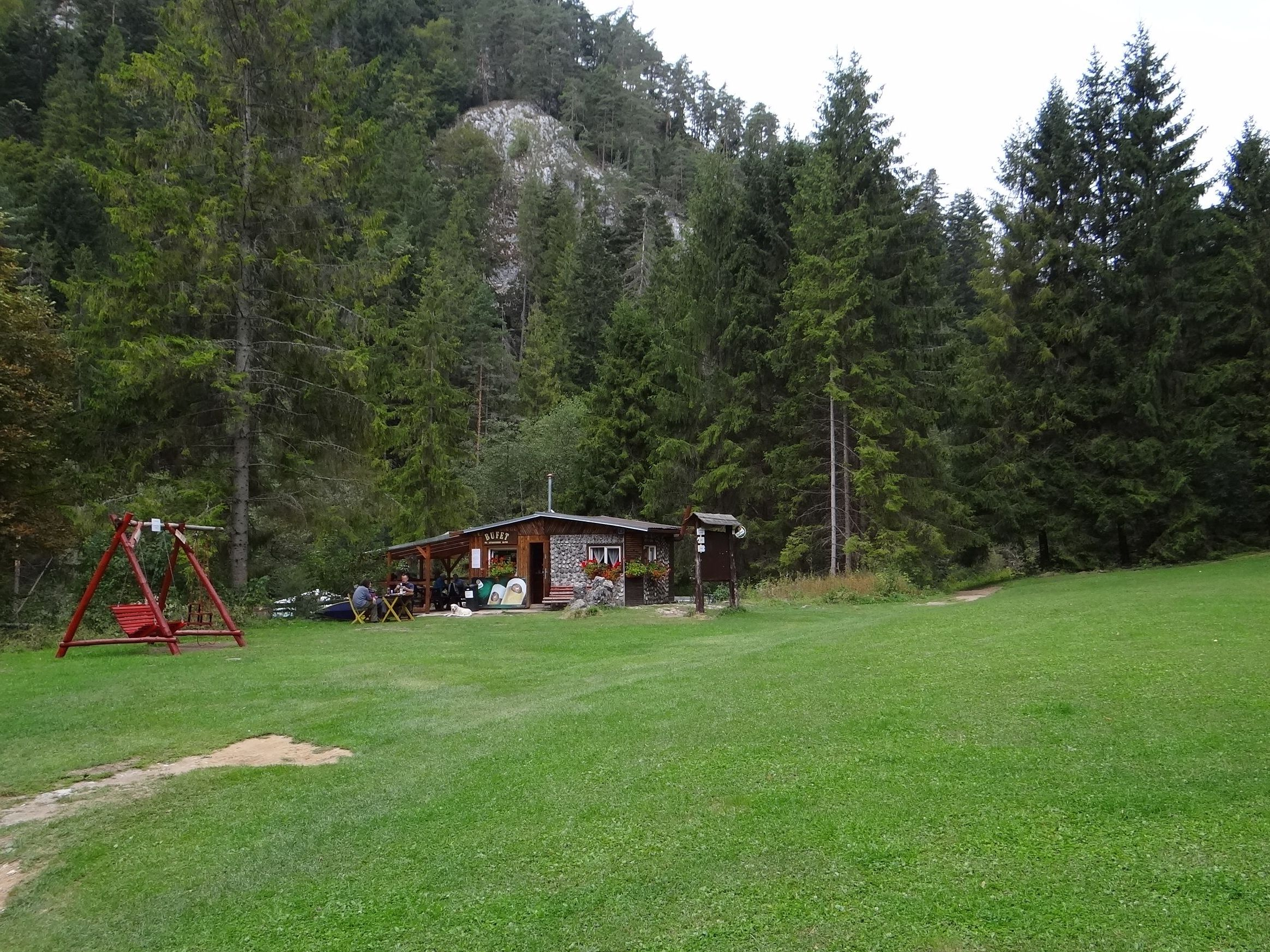
Polana Letanovský mlyn i bufet

Letanovský mlyn – polana w Słowackim Raju. Znajduje się na wysokości 523 m w dolinie rzeki Hornad, w miejscu, w którym do Hornadu uchodzi Trstený potok. Administracyjnie należy do miejscowości Letanovce. Na początku XIX wieku istniał tutaj młyn wodny, później jednak spalił się i nie został już odbudowany. Obecnie na polanie znajdują się prywatne domy z kwaterami dla turystów oraz bufet.
11 września 1927 r. na skalnej ścianie Ihríka w kotlinie Letanowskiego Młyna umieszczona została  tablica, upamiętniająca autora nazwy "Słowacki Raj" i popularyzatora tej grupy górskiej Béli Hajtsa. Autorem portretu Hajtsa na tej tablicy był muzealnik i plastyk Elemér Köszeghy-Winkler (1882-1954).
Letanovský mlyn jest też węzłem szlaków turystycznych. Krzyżują się tutaj dwa szlaki turystyczne; popularny niebieski szlaku wiodący Przełomem Hornadu i szlak czerwony. Północnym skrajem polany biegnie jeszcze trzeci szlak – żółty. Z polany Letanovský mlyn na drugą stronę Hornadu prowadzi zbudowany z kamieni Kartuzianský most.

## Szlaki turystyczne
Podlesok – Hrdlo Hornádu – rozdroże Kláštorská roklina – Letanovský mlyn – rozdroże Biely potok
  Letanovce – Letanovský mlyn – Kláštorisko
   Letanovský mlyn – Čertova sihoť – Ihrík – Zelená hora – Hrdlo Hornádu
   Letanovský mlyn – Tomášovský výhľad – Ďurkovec (camping)

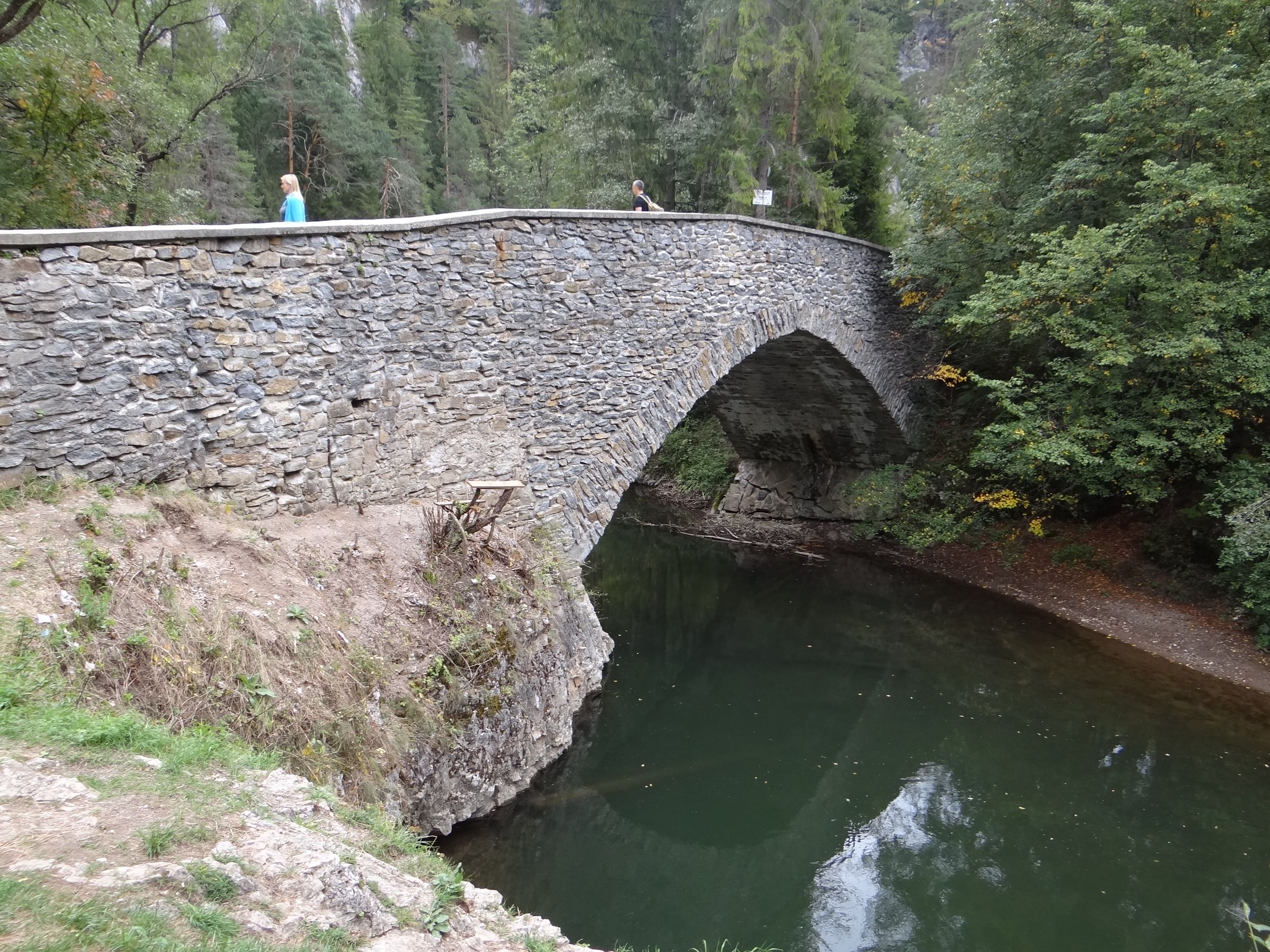
Kartuzianský most